# Черепаха (геральдика)
У геральдиці черепаха є символом скромності, розсудливості, мудрого судді та прокрастинатора. Рідко з'являється озброєною, зазвичай подається видом зверху.
У геральдиці черепахи часто символізують острівні території та держави.

## Галерея

Герб Британської Території в Індійському Океані
Герб Кайманових Островів
Герб Сейшельських Островів
Герб острова Вознесіння
Герб Галапагосу, Іспанія
Герб Галапагару, Іспанія
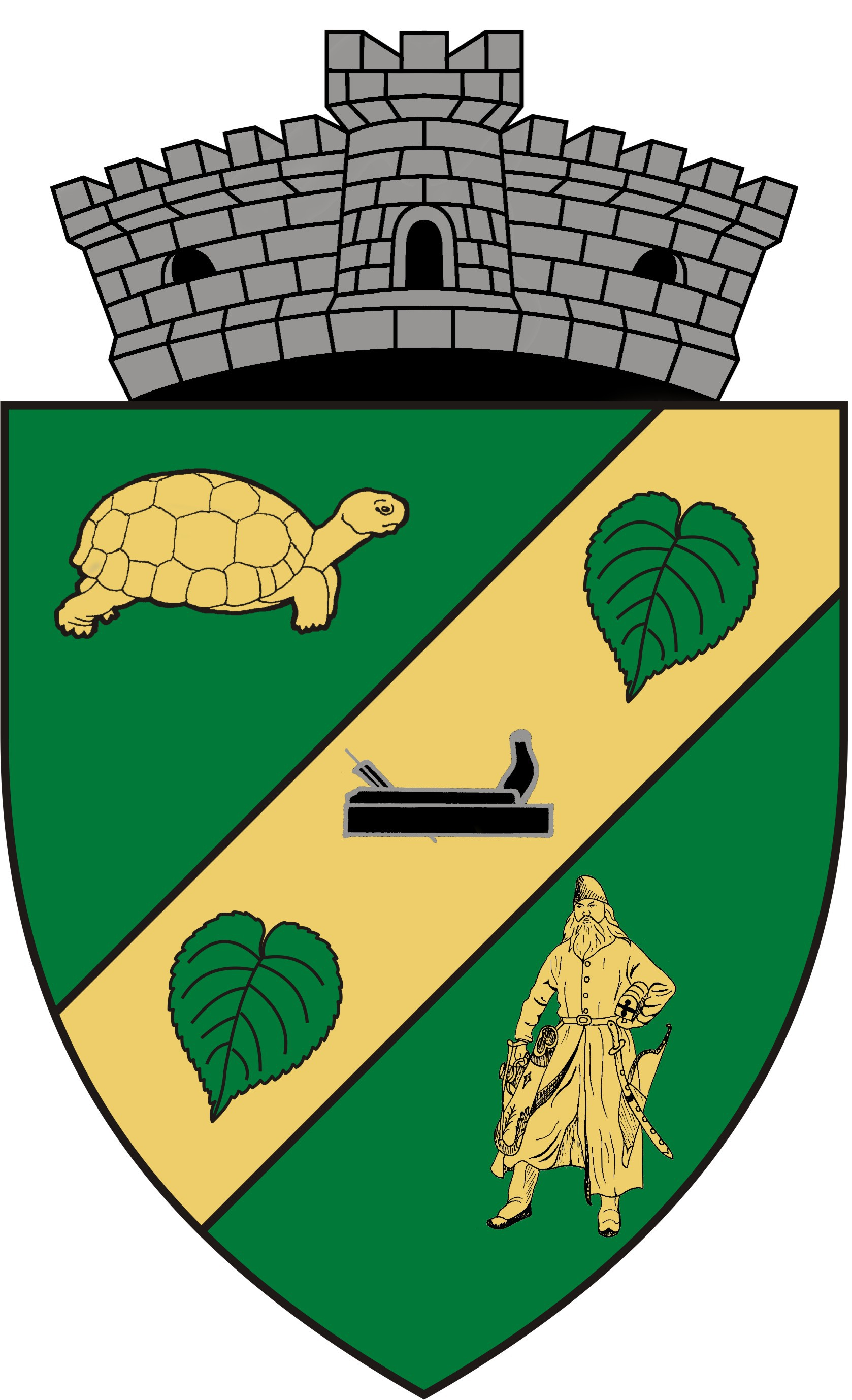
Дудештій-Ной, Румунія
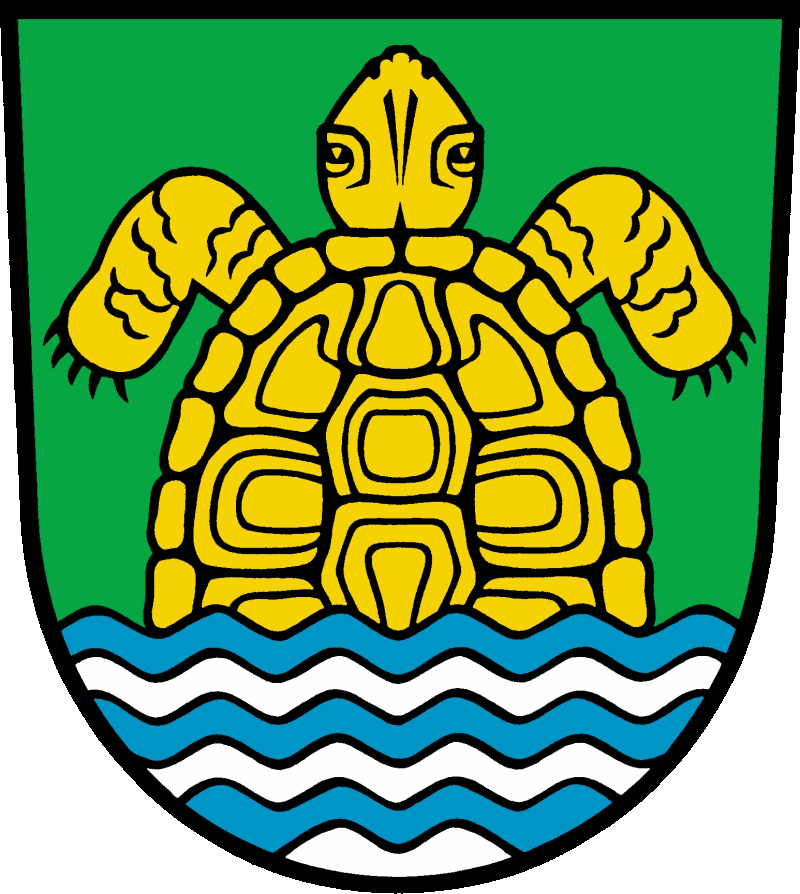
Герб Грюнхайде, Німеччина
Герб Гоппеґартена, Німеччина
Герб Сейріяй, Литва
Пшиленк (гміна), Польща